# Val Bettin
Valentine John Bettin, detto Val (La Crosse, 8 luglio 1923 – Ventura, 7 gennaio 2021), è stato un attore e doppiatore statunitense.

## Biografia
Ha iniziato a lavorare come attore e doppiatore sin dagli anni cinquanta, iniziando in radio e a teatro.
Si ritirò nel 2008.
Si sposò nel 1950 con la moglie Hildy, deceduta nel 2007.
Muore per cause naturali nel 2021 a 97 anni.

## Filmografia parziale

### Doppiaggio
- Basil l'investigatopo (The Great Mouse Detective) (1986)
- Il ritorno di Jafar (The Return of Jafar) (1994)
- Aladdin e il re dei ladri (Aladdin and the King of Thieves) (1996)
- Shrek (2001)

## Doppiatori italiani
- Gianni Vagliani in Il ritorno di Jafar e Aladdin e il re dei ladri
- Gigi Angelillo in Basil l'investigatopo (Topson)
- Massimo Lodolo in Basil l'investigatopo (Guardia Thug #1)
- Valerio Ruggeri in Shrek